# Giải thưởng Mùa hè sáng tạo viết ứng dụng Phần mềm nguồn mở

Logo của giải thưởng Mùa hè sáng tạo viết ứng dụng Phần mềm nguồn mở

Giải thưởng Mùa hè sáng tạo được xây dựng dựa theo "Google Summer of Code". Ban đầu là một giải thưởng của Hội tin học Việt Nam (VAIP) và được xem như là một Kỳ thi phụ của Olympic Tin học sinh viên Việt Nam, mục tiêu chính của giải thưởng là khuyến khích sinh viên tìm hiểu và viết những ứng dụng nguồn mở, qua đó đẩy mạnh ứng dụng Phần mềm nguồn mở.
Tổ chức lần đầu tiên từ tháng 6 năm 2009 đến tháng 9 năm 2009, chung kết và trao giải ngày 9 tháng 10 năm 2009 cùng với Kỳ thi Olympic Tin học sinh viên Việt Nam. Năm 2011, Giải thưởng Mùa hè sáng tạo được VAIP giao cho Câu lạc bộ phần mềm tự do nguồn mở Việt Nam (VFOSSA) (là hội viên tập thể của VAIP) tổ chức và nó trở thành một cuộc thi lập trình phần mềm nguồn mở chính thống của cộng đồng phần mềm tự do nguồn mở Việt Nam. Mặc đầu vậy cách thức tổ chức không có thay đổi nhiều. Cho đến năm 2013, việc chấm chung khảo và trao giải vẫn được tiến hành trong kỳ thi và tại Lễ Tổng kết và trao giải Olympic Tin học Sinh viên Việt Nam.
Bắt đầu từ mùa thứ 4, cuộc thi đã có một số thay đổi về mặt hình thức (mặc dù quy chế không thay đổi nhiều), cụ thể như việc đăng ký ý tưởng cần có mentor và có sự bảo lãnh của doanh nghiệp hoặc cộng đồng .

## Thông tin cuộc thi

### Mục tiêu
Mục tiêu của cuộc thi được ban tổ chức đề ra:
- Nâng cao nhận thức và định hướng sáng tạo cho sinh viên trong lĩnh vực ứng dụng và sáng tạo PMNM.
- Phát hiện ra nhân tài trẻ với các sản phẩm, giải pháp sáng tạo PMNM tiêu biểu, nhằm tạo điều kiện nuôi dưỡng, phát triển và giúp họ đưa các sản phẩm đó vào ứng dụng thực tế nhanh chóng và hiệu quả nhất.
- Gắn kết các Doanh nghiệp CNTT, các Tổ chức - Đơn vị nghiên cứu, các Trường Đại học đề xuất các dự án PMNM thiết thực cụ thể cho sinh viên sáng tạo cùng với sự hỗ trợ của các chuyên gia về PMNM.
- Tạo cơ hội tiếp cận việc làm với các lĩnh vực ứng dụng PMNM liên quan đến học tập của sinh viên.
- Góp phần phong phú cho kho tàng các sản phẩm PMNM vì lợi ích của xã hội và cộng đồng.

### Đối tượng dự thi
Các đối tượng dự thi của lần đầu tiên tổ chức:
- Mọi sinh viên các trường Đại học và Cao đẳng sau khi xem xét lựa chọn các dự án khuyến nghị của Ban Tổ chức đều có thể đăng ký và gửi đề cương dự án tham gia dự giải.
- Mỗi trường có thể tổ chức đăng ký và thành lập nhiều đội tuyển tham dự và cử giảng viên (mentor) hướng dẫn.

## Giải thưởng
Tại vòng chung kết tại Thành phố Nha Trang, có tất cả năm đội vượt qua nhiều đội khác để vào vòng chung kết, và kết quả vòng chung kết có thứ tự như sau:
1. Giải nhất: LiveParaOS, hệ điều hành xử lý song song, chạy trực tiếp trên CD.
2. Giải nhì: VNHIS, xây dựng công cụ giải quyết bài toán quản lý y tế tuyến cơ sở.
3. Giải ba: POMA, ứng dụng quản lý thông tin vị trí thông qua thiết bị di động.
4. Giải khuyến khích 1: SNORG, mạng xã hội thu nhỏ dành cho tổ chức, câu lạc bộ, doanh nghiệp,...
5. Giải khuyến khích 2: Math Assistance software, Phần mềm hỗ trợ dạy và học toán phổ thông.